# Щокові дробарки з простим рухом щоки

Щокова дробарка з простим рухом щоки типу ЩДП.

Щокові дробарки з простим рухом щоки — різновид щокової дробарки.
Корпус дробарки з простим рухом щоки складається (Рис.) з передньої стінки 1 (нерухома щока), задньої 8 та двох бокових 15 стінок. Рухома щока 3 підвішена на осі 4, яка опирається на два підшипники. Робочий простір дробарки між внутрішніми поверхнями бокових стінок і щік (рухомої і нерухомої) футерований змінними плитами 2 зі сталі з високим вмістом марганцю.
На ексцентриковому заточенні вала 6, що обпирається на корінні підшипники, надягнута головка шатуна 7, яка при обертанні вала отримує зворотно-поступальний рух у вертикальному напрямку. В гніздах шатуна знаходяться вкладиші 13, в які вільно вставлені кінці розпірних плит 11 і 14. Другий кінець передньої розпірної плити вставлений у вкладиш 16 в гнізді рухомої щоки, а задньої розпірної плити — у вкладиш в гнізді упорної деталі 10. Зусилля дроблення в щоковій дробарці передається через розпірні плити. Тому вкладиші, в які входять кінці плит, а також кінці плит виготовляють з матеріалу великої твердості для протистояння великим навантаженням та зносу. Міцність розпірних плит також використовується для запобігання дробарок від поломок при попаданні в їхній робочий простір предметів, що не дробляться (напр., металічних). Розпірні плити виготовляють з чавуну, їхні перетини ослаблюють отворами і розраховують тільки на нормальні зусилля дроблення. При поломці однієї з розпірних плит коливання щоки припиняються, дробарка зупиняється і аварія запобігається.
Задню розпірну плиту іноді роблять клепаною з двох частин. При небезпечних навантаженнях заклепки зрізаються — дробарка зупиняється.
При русі шатуна угору кут між розпірними плитами збільшується і рухома щока наближається до нерухомої (робочий хід). У цей момент відбувається дроблення матеріалу роздавлюванням, а також частково за допомогою згину і зсуву. Останні види деформації обумовлені тим, що футерувальні плити мають ребристу або хвилясту поверхню, при цьому виступи на плиті рухомої щоки розташовані проти впадин нерухомої щоки. Бокові стінки футеруються гладкими плитами.
При русі шатуна униз рухома щока відходить від нерухомої під дією сили ваги і пружини 9, яка зв'язана тягою 12 з рухомою щокою (холостий хід). У цей момент відбувається розвантаження дробленого продукту.
У зв'язку з наявністю у щокових дробарок робочого і холостого ходів навантаження на привод дуже нерівномірне. Для вирівнювання навантажень на вал 6 насаджені два маховика 5, один з яких служить приводним шківом. Привод щокових дробарок здійснюється від електродвигуна через клиноремінну передачу на один з маховиків.
Зміна ширини розвантажувального отвору щокових дробарок провадиться регулювальними клинами або зміною розпірних плит.